# Saavn
Saavn là dịch vụ streaming âm nhạc và audio toàn cầu và là nhà phân phối của Mỹ, chuyên phân phối các bài hát tiếng Anh, Bollywood và các bài hát Ấn Độ dưới dạng kĩ thuật số ra toàn thế giới. Từ khi được thành lập năm 2007, công ty đã mua bản quyền của hơn 36 triệu bản nhạc trong 15 ngôn ngữ. Saavn khả dụng trên iOS, Android, Windows và Web. Saavn có 22 triệu người dùng hoạt động hằng tháng.
Ngày 23 tháng 3 năm 2018, Saavn thông báo sáp nhập với JioMusic dựa trên bản hợp đồng trị giá hơn 1 tỷ đô.

## Lịch sử
Saavn được thành lập vào năm 2006 với tên BODVOD Network. Ban đầu, dịch vụ phân phối các nội dung của Bollywood tại khu vực Bắc Mỹ theo kiểu giao dịch B2B. Saavn sau đó đã chuyển mục tiêu chính của mình, hướng dịch vụ trở thành điểm đến âm nhạc của những người hâm mộ Bollywood và các dòng nhạc Ấn Độ khác vào năm 2009, tái phát hành sản phẩm chủ lực Saavn.com, nhằm chuyển sang kiểu giao dịch B2C với giao diện người dùng mới được cải tiến cùng khả năng tìm kiếm nhanh hơn, thông minh hơn.
Ngày nay, Saavn là một trong những nhà phân phối nhạc Bollywood và các dòng nhạc Ấn Độ khác lớn nhất trên thế giới.
Ngày 23 tháng 8 năm 2018, Reliance Industries Ltd đã nắm giữ đa số cổ phần của Saavn. Reliance Industries Limited ("RIL") đã hoàn tất các thỏa thuận cho sự sáp nhập Saavn với dịch vụ âm nhạc kỹ thuật số JioMusic. Toàn bộ quá trình sáp nhập có trị giá hơn 1 tỷ đô la. Bộ máy lãnh đạo của Saavn không có sự thay đổi, vẫn là 3 nhà đồng sáng lập Saavn: CEO Rishi Malhotra, chủ tịch điều hành Vice Chairman Paramdeep Singh và chủ tịch Vinodh Bhat.

## Dịch vụ và sản phẩm
Các sản phẩm của Saavn có tên Saavn Pro, dịch vụ âm nhạc cho phép người dùng nghe nhạc ngoại tuyến và không có quảng cáo, đồng thời còn có các phiên bản ứng dụng trên điện thoại, Saavn với iOS và Saavn dành cho Android.
Tháng 12 năm 2014, Saavn hợp tác Twitter nhằm ra mắt trạm phát radio tweet-powered, có tên @SaavnRadio.
Saavn cũng đồng thời tích hợp tính năng mạng xã hội vào dịch vụ nghe nhạc trực tiếp vào tháng 4 năm 2015. Saavn Social cho phép người dùng theo dõi hồ sơ và các danh sách phát của bạn bè cũng như của các sao nổi tiếng. Người dùng có thể chia sẻ bất kì bài hát, album và các danh sách phát với bạn bè và trò chuyện về tình hình âm nhạc hiện tại.

### Mô hình doanh thu
Saavn có hỗ trợ các quảng cáo thương mại theo kiểu "freemium" nhằm tạo thêm doanh thu. Dịch vụ đăng kí trả phí của Saavn, Saavn Pro, hỗ trợ người dùng có thể nghe nhạc ngoại tuyến và không bị làm phiền bởi quảng cáo.

### Hợp tác

#### Amazon
Saavn là một trong những dịch vụ nghe nhạc trực tuyến đầu tiên tại Ấn Độ khả dụng trên sản phẩm hỗ trợ bằng giọng nói của Amazon, Alexa, được phân phối ra toàn thế giới vào tháng 10 năm 2017.

#### Shazam
Năm 2013, Shazam, một công ty tham gia truyền thông, đã tham gia hợp tác độc quyền với Saavn. Theo đó, thư viện âm nhạc của Saavn được tích hợp vào cơ sở dữ liệu âm nhạc của Shazam. Mục đích của Saavn là cung cấp cho người dùng có những trải nghiệm với âm nhạc có chất lượng được nâng cao cùng với các công cụ tương tác âm nhạc của Shazam, đặc biệt là với các thể loại nhạc phổ biến như bhangra, devotional, ghazals, Carnatic, Indipop và các loại nhạc mang ngôn ngữ địa phương như Urdu, Hindi, Punjabi, Kannada, Malayalam, Tamil, Telugu, Gujarati, Marathi, Bengali, và Bhojpuri.

#### Twitter
Saavn đã phát hành mô hình radio vào năm 2013 và sau đó hợp tác với Twitter để dễ dàng hơn trong việc bắt được thị hiếu âm nhạc của kháng thính giả thông qua trình xử lý tùy chỉnh @SaavnRadio.

#### Ứng dụng dành cho iOS, Android và Chrome
Năm 2010, Saavn giới thiệu ứng dụng điện thoại đầu tiên - Saavn Music dành cho Android. Sau đó ứng dụng Saavn Music dành iPhone cũng được chào sân. Saavn dành cho iOS nhận về hơn 9000 lượt đánh giá với điểm đánh giá trung bình là 4.5 sao. Giữa năm 2011, Saavn thêm ứng dụng cuối cùng, Saavn Music cho Chrome, đến Chrome Web Store và bây giờ có trên Windows App Store cho các điện thoại hệ điều hành Windows Phone chạy các chương trình OS 8.1 & 10.

#### Facebook
Tháng 12 năm 2011, Saavn đã được Facebook lựa chọn là công ty đầu tiên trên toàn cầu cũng như đầu tiên ở Ấn Độ làm đối tác trên nền tảng Open Graph. Mối quan hệ hợp tác này với Facebook cho phép người dùng stream bất kỳ bài hát nào trong số hàng triệu bài của Saavn bằng cách đăng nhập liên kết với Facebook của họ, đồng thời cũng có thể nghe nhạc từ Facebook. Trong ba ngày đầu tiên ra mắt, Open Graph đã giúp Saavn.com tăng gấp đôi tổng số khách truy cập và tăng số lượng khách truy cập Saavn từ Facebook lên 15 lần. Hiện, hơn một nữa người dùng Saavn có tài khoản kết nối với Facebook.

#### Sony
Saavn đã ký kết thỏa thuận hợp tác với Sony để mua lại toàn bộ cơ sở dữ liệu âm nhạc của Sony vào năm 2012.

#### Các đối tác khác
Saavn hiện hợp tác với hơn 900 nhãn hiệu bao gồm Universal, Sony, T-Series, Tips, YRF, Saregama, Eros và Warner Music. Đối tác toàn cầu của Saavn gồm những cái tên như AT&T, Bose, Lays, General Motors, Nokia, Samsung và Western Union.

### Cộng tác viên sáng tạo
Saavn đã lập một nhóm với diễn viên nổi tiếng Bollywood Ranbir Kapoor vào năm 2014. Ranbir Kapoor gia nhập vào Saavn nhằm cùng nhau lên ý tưởng tiếp thị người tiêu dùng cũng như ý tưởng phát triển kinh doanh. Anh cũng chia sẻ về hứng thú của mình với công việc định hướng kinh doanh tại Saavn. Ranbir Kapoor đã bày tỏ mong muốn được giúp công ty "dẫn dắt thương hiệu, lên các chương trình kế hoạch, kết nối với thế hệ người nghe nhạc tiếp theo và cuối cùng giúp tạo ra những sản phẩm âm nhạc tốt nhất cho Ấn Độ và có thể là trên toàn thế giới." Quan hệ đối tác đã đi đến một số lượng các chiến dịch quảng cáo được khởi chạy ở Ấn Độ và các mạng lưới ở quốc tế được lựa chọn, giúp thu về tổng cộng hơn 7 triệu lượt xem trên YouTube.

### Trách nhiệm xã hội của doanh nghiệp
Saavn tích cực tham gia vào hoạt động từ thiện, và vào tháng 2 năm 2015 đã hợp tác với Akshaya Patra cho dự án #MusicForMeals. Với mỗi giờ người dùng stream nhạc trên Saavn, người dùng đã giúp công ty có thêm chi phí nhằm cung cấp bữa ăn giữa ngày cho những trẻ em đang đi học thông qua mạng lưới trường học của Akshaya Patra.
Saavn cũng thực hiện dự án này với Hiệp hội internet và điện thoại của Ấn Độ (IAMAI), một cơ quan công nghiệp phi lợi nhuận đại diện cho lợi ích của dịch vụ giá trị gia tăng trên các thiết bị di động và thiết bị trực tuyến ở Ấn Độ. Tháng 5 năm 2015, chủ tịch và là người đồng sáng lập Saavn, Vinodh Bhat đã được bổ nhiệm làm phó chủ tịch của IAMAI.

### Chuyển sang dịch vụ đăng ký bắt buộc
Bắt đầu từ tháng 11 năm 2016, Saavn đưa vào chế độ trả phí bắt buộc (ngoại trừ ở Ấn Độ). Với chế độ này, người dùng sẽ được nghe thử miễn phí trong 30 ngày, sau phải đăng kí với cước phí 3.99 đô mỗi tháng.

### Chương trình Saavn Original

#### Artist in Residence
Năm 2016, Saavn ra mắt chương trình Artist In Residence (AiR) cùng với MC là nghệ sĩ nhạc indie Nucleya.
Saavn Originals
Saavn sau đó mở rộng nội dung với chương trình Saavn Original, đưa ra một loạt các chương trình audio không phải là âm nhạc, từ Bollywood đến hài kịch và kể các câu chuyện các chuyện có thật. Các chương trình audio của Saavn gồm: "No Filter Neha," "Qisson ka Kona with Neelesh Misra," "Trial by Error: The Aarushi Files," và "Kahaani Express", among others.
Artist Originals
Đầu năm 2017, Saavn giới thiệu Artist Originals, một chương trình hoàn toàn dành cho việc phát hành và tiếp thị các bài hát và album đến từ các nhà sản xuất âm nhạc, những nghệ sĩ, nhạc sĩ Nam Á trên khắp thế giới. Saavn là ứng dụng streaming audio đầu tiên ở Ấn Độ. Ngôi sao hip-hop Ấn Độ Naezy, DJ gốc Canada Sickick, ca-nhạc sĩ Prateek Kuhad, nghệ sĩ tự do gốc Anh Zack Knight và Jasmin Walia, nghệ sĩ nhạc điện tử Sandunes, nghệ sĩ người Canada The PropheC, bộ đôi nhạc cổ điển đương đại Shadow and Light và nhạc sĩ người Anh Raxstar cũng đã ra mắt các bài hát trong chương trình Artist Originals.

## Ứng dụng tương tự
- Blinkbox Music
- Bloom.fm
- TuneIn
- Deezer
- Gaana.com
- Grooveshark
- Guvera
- MOG
- Napster
- Parallel Tracks
- rara.com
- Rhapsody
- Simfy
- Slacker Radio
- Sony Music Unlimited
- Spotify
- Soundtracker (music streaming)
- WiMP
- Xbox Music
- MyMusic.com.ng